# Unione dei comuni Valle del Giovenzano
L'Unione dei comuni Valle del Giovenzano era un ente locale sovracomunale dotato di autonomia statutaria ed istituito nel 2001, che riuniva sei municipalità ubicate nella città metropolitana di Roma Capitale, nel Lazio. La sede amministrativa era situata a Gerano.

## Comuni
Gli attuali comuni membri sono sei:
| Comune          | Stemma | Popolazione | Superficie (km²) | Altitudine (m.s.l.m) |
| --------------- | ------ | ----------- | ---------------- | -------------------- |
| Cerreto Laziale |        | 1060        | 12,08            | 520                  |
| Ciciliano       |        | 1248        | 18,85            | 619                  |
| Gerano          |        | 1118        | 10,12            | 502                  |
| Pisoniano       |        | 717         | 12,92            | 532                  |
| Sambuci         |        | 821         | 8,3              | 434                  |
| Saracinesco     |        | 176         | 11,16            | 908                  |

## Ambiente
I paesi dell’Unione sorgono sulle catene dei Monti Ruffi e Prenestini, affacciandosi sulla Valle dell'Aniene.
L’ambiente naturale è conservato quasi integralmente. L’origine calcarea e marnosa del territorio fa sì che nell’area ci sia una forte presenza di sorgenti d’acqua che alimentano il torrente Giovenzano e tutto il bacino idrografico della valle. Ne sono un esempio le antiche sorgenti del Fioju, della fonte Farolefa, della Ficuzza e della fontana abballe a Cerreto Laziale; la cascata del Barabocio, la sorgente dell’Acquaone, le fonti dei Prati dell’Acqua, di Cappotto, di Nocchia e della Morrella, la Fontana o Fonte, le sorgenti di Fioarno e la Fontana degli Ammalati a Ciciliano; le Mandrelle e Maranera a Gerano; il torrente Rio Merlo a Saracinesco.
Nel territorio sono presenti anche delle grotte come la grotta Inata di Pisoniano.